# 2015-ös Formula–1 monacói nagydíj
A monacói nagydíj volt a 2015-ös Formula–1 világbajnokság hatodik futama, amelyet 2015. május 21. és május 24. között rendeztek meg a monacói városi pályán, Monte-Carlóban.

## Szabadedzések

### Első szabadedzés
A monacói nagydíj első szabadedzését május 21-én, csütörtökön délelőtt tartották.
| helyezés | versenyző        | csapat/motor         | elért idő | különbség | futott kör |
| -------- | ---------------- | -------------------- | --------- | --------- | ---------- |
| 1        | Lewis Hamilton   | Mercedes             | 1:18,750  | −         | 48         |
| 2        | Max Verstappen   | Toro Rosso-Renault   | 1:18,899  | +0,149    | 41         |
| 3        | Daniel Ricciardo | Red Bull-Renault     | 1:19,086  | +0,336    | 26         |
| 4        | Sebastian Vettel | Ferrari              | 1:19,134  | +0,384    | 30         |
| 5        | Carlos Sainz Jr. | Toro Rosso-Renault   | 1:19,245  | +0,495    | 39         |
| 6        | Pastor Maldonado | Lotus-Mercedes       | 1:19,454  | +0,704    | 34         |
| 7        | Danyiil Kvjat    | Red Bull-Renault     | 1:19,520  | +0,770    | 32         |
| 8        | Kimi Räikkönen   | Ferrari              | 1:19,679  | +0,929    | 30         |
| 9        | Nico Rosberg     | Mercedes             | 1:19,762  | +1,012    | 46         |
| 10       | Felipe Massa     | Williams-Mercedes    | 1:19,766  | +1,016    | 31         |
| 11       | Fernando Alonso  | McLaren-Honda        | 1:19,791  | +1,041    | 27         |
| 12       | Jenson Button    | McLaren-Honda        | 1:20,202  | +1,452    | 14         |
| 13       | Romain Grosjean  | Lotus-Mercedes       | 1:20,274  | +1,524    | 33         |
| 14       | Sergio Pérez     | Force India-Mercedes | 1:20,619  | +1,869    | 34         |
| 15       | Nico Hülkenberg  | Force India-Mercedes | 1:20,784  | +2,034    | 33         |
| 16       | Felipe Nasr      | Sauber-Ferrari       | 1:20,857  | +2,107    | 23         |
| 17       | Valtteri Bottas  | Williams-Mercedes    | 1:20,917  | +2,167    | 35         |
| 18       | Marcus Ericsson  | Sauber-Ferrari       | 1:21,219  | +2,469    | 24         |
| 19       | Will Stevens     | Manor-Ferrari        | 1:23,234  | +4,484    | 27         |
| 20       | Roberto Merhi    | Manor-Ferrari        | 1:23,404  | +4,654    | 30         |

### Második szabadedzés
A monacói nagydíj második szabadedzését május 21-én, csütörtökön délután tartották, nagyrészt esős körülmények között.
| helyezés | versenyző        | csapat/motor         | elért idő  | különbség | futott kör |
| -------- | ---------------- | -------------------- | ---------- | --------- | ---------- |
| 1        | Lewis Hamilton   | Mercedes             | 1:17,192   | −         | 11         |
| 2        | Nico Rosberg     | Mercedes             | 1:17,932   | +0,740    | 14         |
| 3        | Sebastian Vettel | Ferrari              | 1:18,295   | +1,103    | 13         |
| 4        | Kimi Räikkönen   | Ferrari              | 1:18,543   | +1,351    | 14         |
| 5        | Danyiil Kvjat    | Red Bull-Renault     | 1:18,548   | +1,356    | 16         |
| 6        | Carlos Sainz Jr. | Toro Rosso-Renault   | 1:18,659   | +1,467    | 13         |
| 7        | Max Verstappen   | Toro Rosso-Renault   | 1:18,782   | +1,590    | 11         |
| 8        | Fernando Alonso  | McLaren-Honda        | 1:18,906   | +1,714    | 17         |
| 9        | Nico Hülkenberg  | Force India-Mercedes | 1:19,151   | +1,959    | 12         |
| 10       | Romain Grosjean  | Lotus-Mercedes       | 1:19,266   | +2,074    | 12         |
| 11       | Sergio Pérez     | Force India-Mercedes | 1:19,300   | +2,108    | 12         |
| 12       | Felipe Massa     | Williams-Mercedes    | 1:19,560   | +2,368    | 14         |
| 13       | Valtteri Bottas  | Williams-Mercedes    | 1:19,566   | +2,374    | 13         |
| 14       | Pastor Maldonado | Lotus-Mercedes       | 1:19,577   | +2,385    | 12         |
| 15       | Jenson Button    | McLaren-Honda        | 1:19,606   | +2,414    | 13         |
| 16       | Daniel Ricciardo | Red Bull-Renault     | 1:19,639   | +2,447    | 13         |
| 17       | Felipe Nasr      | Sauber-Ferrari       | 1:20,263   | +3,071    | 10         |
| 18       | Roberto Merhi    | Manor-Ferrari        | 1:22,017   | +4,825    | 9          |
| 19       | Will Stevens     | Manor-Ferrari        | 1:22,943   | +5,751    | 12         |
| 20       | Marcus Ericsson  | Sauber-Ferrari       | idő nélkül | –         | 0          |

### Harmadik szabadedzés
A monacói nagydíj harmadik szabadedzését május 23-án, szombaton délelőtt tartották.
| helyezés | versenyző        | csapat/motor         | elért idő | különbség | futott kör |
| -------- | ---------------- | -------------------- | --------- | --------- | ---------- |
| 1        | Sebastian Vettel | Ferrari              | 1:16,143  | −         | 27         |
| 2        | Nico Rosberg     | Mercedes             | 1:16,361  | +0,218    | 31         |
| 3        | Lewis Hamilton   | Mercedes             | 1:16,705  | +0,562    | 31         |
| 4        | Daniel Ricciardo | Red Bull-Renault     | 1:17,120  | +0,977    | 26         |
| 5        | Carlos Sainz Jr. | Toro Rosso-Renault   | 1:17,256  | +1,113    | 39         |
| 6        | Kimi Räikkönen   | Ferrari              | 1:17,401  | +1,258    | 11         |
| 7        | Danyiil Kvjat    | Red Bull-Renault     | 1:17,471  | +1,328    | 28         |
| 8        | Jenson Button    | McLaren-Honda        | 1:17,767  | +1,624    | 28         |
| 9        | Max Verstappen   | Toro Rosso-Renault   | 1:17,788  | +1,645    | 23         |
| 10       | Romain Grosjean  | Lotus-Mercedes       | 1:17,806  | +1,663    | 28         |
| 11       | Sergio Pérez     | Force India-Mercedes | 1:17,832  | +1,689    | 30         |
| 12       | Pastor Maldonado | Lotus-Mercedes       | 1:17,956  | +1,813    | 28         |
| 13       | Nico Hülkenberg  | Force India-Mercedes | 1:18,102  | +1,959    | 32         |
| 14       | Fernando Alonso  | McLaren-Honda        | 1:18,197  | +2,054    | 26         |
| 15       | Valtteri Bottas  | Williams-Mercedes    | 1:18,212  | +2,069    | 29         |
| 16       | Felipe Massa     | Williams-Mercedes    | 1:18,242  | +2,099    | 32         |
| 17       | Felipe Nasr      | Sauber-Ferrari       | 1:18,767  | +2,624    | 38         |
| 18       | Marcus Ericsson  | Sauber-Ferrari       | 1:19,269  | +3,126    | 37         |
| 19       | Will Stevens     | Manor-Ferrari        | 1:21,093  | +4,950    | 31         |
| 20       | Roberto Merhi    | Manor-Ferrari        | 1:22,225  | +6,082    | 30         |

## Időmérő edzés
A monacói nagydíj időmérő edzését május 23-án, szombaton futották.
| helyezés              | rajtszám | versenyző        | csapat/motor         | 1. rész  | 2. rész  | 3. rész  | rajthely   | futott kör |
| --------------------- | -------- | ---------------- | -------------------- | -------- | -------- | -------- | ---------- | ---------- |
| 1                     | 44       | Lewis Hamilton   | Mercedes             | 1:16,588 | 1:15,864 | 1:15,098 | 1          | 28         |
| 2                     | 6        | Nico Rosberg     | Mercedes             | 1:16,528 | 1:15,471 | 1:15,440 | 2          | 25         |
| 3                     | 5        | Sebastian Vettel | Ferrari              | 1:17,502 | 1:16,181 | 1:15,849 | 3          | 24         |
| 4                     | 3        | Daniel Ricciardo | Red Bull-Renault     | 1:17,254 | 1:16,706 | 1:16,041 | 4          | 28         |
| 5                     | 26       | Danyiil Kvjat    | Red Bull-Renault     | 1:16,845 | 1:16,453 | 1:16,182 | 5          | 26         |
| 6                     | 7        | Kimi Räikkönen   | Ferrari              | 1:17,660 | 1:16,440 | 1:16,427 | 6          | 23         |
| 7                     | 11       | Sergio Pérez     | Force India-Mercedes | 1:17,376 | 1:16,999 | 1:16,808 | 7          | 22         |
| 8                     | 55       | Carlos Sainz Jr. | Toro Rosso-Renault   | 1:17,246 | 1:16,762 | 1:16,931 | boxutca[1] | 29         |
| 9                     | 13       | Pastor Maldonado | Lotus-Mercedes       | 1:17,630 | 1:16,775 | 1:16,946 | 8          | 30         |
| 10                    | 33       | Max Verstappen   | Toro Rosso-Renault   | 1:16,750 | 1:16,546 | 1:16,957 | 9          | 29         |
| 11                    | 8        | Romain Grosjean  | Lotus-Mercedes       | 1:17,767 | 1:17,007 |          | 15[2]      | 22         |
| 12                    | 22       | Jenson Button    | McLaren-Honda        | 1:17,492 | 1:17,093 |          | 10         | 20         |
| 13                    | 27       | Nico Hülkenberg  | Force India-Mercedes | 1:17,552 | 1:17,193 |          | 11         | 16         |
| 14                    | 19       | Felipe Massa     | Williams-Mercedes    | 1:17,679 | 1:17,278 |          | 12         | 22         |
| 15                    | 14       | Fernando Alonso  | McLaren-Honda        | 1:17,778 | 1:26,632 |          | 13         | 11         |
| 16                    | 12       | Felipe Nasr      | Sauber-Ferrari       | 1:18,101 |          |          | 14         | 11         |
| 17                    | 77       | Valtteri Bottas  | Williams-Mercedes    | 1:18,434 |          |          | 16         | 10         |
| 18                    | 9        | Marcus Ericsson  | Sauber-Ferrari       | 1:18,513 |          |          | 17         | 11         |
| 19                    | 28       | Will Stevens     | Manor-Ferrari        | 1:20,655 |          |          | 18         | 9          |
| 20                    | 98       | Roberto Merhi    | Manor-Ferrari        | 1:20,904 |          |          | 19         | 10         |
| 107%-os idő: 1:21,884 |          |                  |                      |          |          |          |            |            |

Megjegyzés:
- ↑ 1:  — Carlos Sainz Jr. a 8. helyre kvalifikálta magát, de a futamon a boxutcából kellett rajtolnia, miután nem vett részt az FIA kötelező mérlegelésén.[2]
- ↑ 2:  — Romain Grosjean öt rajthelyes büntetést kapott, mert az autójában sebességváltót kellett cserélni.[3]

## Futam
A monacói nagydíj futama május 24-én, vasárnap rajtolt.
| helyezés | rajtszám | versenyző        | csapat/motor         | futott kör | idő/kiesés oka | rajthely | pont |
| -------- | -------- | ---------------- | -------------------- | ---------- | -------------- | -------- | ---- |
| 1        | 6        | Nico Rosberg     | Mercedes             | 78         | 1:49:18,420    | 2        | 25   |
| 2        | 5        | Sebastian Vettel | Ferrari              | 78         | +4,486         | 3        | 18   |
| 3        | 44       | Lewis Hamilton   | Mercedes             | 78         | +6,053         | 1        | 15   |
| 4        | 26       | Danyiil Kvjat    | Red Bull-Renault     | 78         | +11,965        | 5        | 12   |
| 5        | 3        | Daniel Ricciardo | Red Bull-Renault     | 78         | +13,608        | 4        | 10   |
| 6        | 7        | Kimi Räikkönen   | Ferrari              | 78         | +14,345        | 6        | 8    |
| 7        | 11       | Sergio Pérez     | Force India-Mercedes | 78         | +15,013        | 7        | 6    |
| 8        | 22       | Jenson Button    | McLaren-Honda        | 78         | +16,063        | 10       | 4    |
| 9        | 12       | Felipe Nasr      | Sauber-Ferrari       | 78         | +23,626        | 14       | 2    |
| 10       | 55       | Carlos Sainz Jr. | Toro Rosso-Renault   | 78         | +25,056        | boxutca  | 1    |
| 11       | 27       | Nico Hülkenberg  | Force India-Mercedes | 78         | +26,232        | 11       |      |
| 12       | 8        | Romain Grosjean  | Lotus-Mercedes       | 78         | +28,415        | 15       |      |
| 13       | 9        | Marcus Ericsson  | Sauber-Ferrari       | 78         | +31,159        | 17       |      |
| 14       | 77       | Valtteri Bottas  | Williams-Mercedes    | 78         | +45,789        | 16       |      |
| 15       | 19       | Felipe Massa     | Williams-Mercedes    | 77         | +1 kör         | 12       |      |
| 16       | 98       | Roberto Merhi    | Manor-Ferrari        | 76         | +2 kör         | 19       |      |
| 17       | 28       | Will Stevens     | Manor-Ferrari        | 76         | +2 kör         | 18       |      |
| ki       | 33       | Max Verstappen   | Toro Rosso-Renault   | 62         | baleset        | 9        |      |
| ki       | 14       | Fernando Alonso  | McLaren-Honda        | 41         | sebességváltó  | 13       |      |
| ki       | 13       | Pastor Maldonado | Lotus-Mercedes       | 5          | fékek          | 8        |      |

## A világbajnokság állása a verseny után
| H   | Versenyzők       | Pont | H   | Konstruktőrök        | Pont |
| --- | ---------------- | ---- | --- | -------------------- | ---- |
| 1.  | Lewis Hamilton   | 126  | 1.  | Mercedes             | 242  |
| 2.  | Nico Rosberg     | 116  | 2.  | Ferrari              | 158  |
| 3.  | Sebastian Vettel | 98   | 3.  | Williams-Mercedes    | 81   |
| 4.  | Kimi Räikkönen   | 60   | 4.  | Red Bull-Renault     | 52   |
| 5.  | Valtteri Bottas  | 42   | 5.  | Sauber-Ferrari       | 21   |
| 6.  | Felipe Massa     | 39   | 6.  | Force India-Mercedes | 17   |
| 7.  | Daniel Ricciardo | 35   | 7.  | Lotus-Mercedes       | 16   |
| 8.  | Danyiil Kvjat    | 17   | 8.  | Toro Rosso-Renault   | 15   |
| 9.  | Felipe Nasr      | 16   | 9.  | McLaren-Honda        | 4    |
| 10. | Romain Grosjean  | 16   | 10. | Manor-Ferrari        | 0    |

(A teljes táblázat)

## Statisztikák
- Vezető helyen:
  - Lewis Hamilton: 64 kör (1-64)
  - Nico Rosberg: 14 kör (65-78)
- Nico Rosberg 10. győzelme.
- Lewis Hamilton 43. pole-pozíciója.
- Daniel Ricciardo 2. leggyorsabb köre.
- A Mercedes 34. győzelme.
- Nico Rosberg 32., Sebastian Vettel 71., Lewis Hamilton 76. dobogós helyezése.